# Christoph Stephan
Christoph Stephan (ur. 12 stycznia 1986 w Rudolstadt) – niemiecki biathlonista, dwukrotny medalista mistrzostw świata.

## Kariera
Pierwszy sukces w karierze osiągnął w 2006 roku, kiedy na mistrzostwach świata juniorów w Presgue Isle zdobył brązowy medal w sztafecie. Na rozgrywanych rok później mistrzostwach świata juniorów w Martell zwyciężył w sprincie, biegu pościgowym i sztafecie.
W Pucharze Świata zadebiutował 16 marca 2006 roku w Kontiolahti, kiedy zajął 56. miejsce w sprincie. Pierwsze punkty zdobył 1 marca 2007 roku w Lahti, zajmując 14. miejsce w biegu indywidualnym. Na podium zawodów tego cyklu pierwszy raz stanął 25 stycznia 2009 roku w Anterselvie, wygrywając rywalizację w biegu masowym. Pozostałe miejsca na podium zajęli wtedy Austriak Dominik Landertinger oraz Rosjanin Iwan Czeriezow. W kolejnych startach jeszcze dwa razy stanął na podium: 17 lutego 2009 roku w Pjongczangu był drugi w biegu indywidualnym, a 24 stycznia 2010 roku w Anterselvie był trzeci w sprincie. Najlepsze wyniki osiągnął w sezonie 2008/2009, kiedy zajął 18. miejsce w klasyfikacji generalnej.
Na mistrzostwach świata w Pjongczangu w 2009 roku zdobył dwa medale. Najpierw zajął drugie miejsce w biegu indywidualnym, rozdzielając Ole Einara Bjørndalena z Norwegii i Chorwata Jakova Faka. Następnie wspólnie z Michaelem Röschem, Arndem Peifferem i Michaelem Greisem wywalczył brązowy medal w sztafecie. Podczas rozgrywanych dwa lata później mistrzostw świata w Chanty-Mansyjsku był między innymi siódmy w sprincie i sztafecie. Zdobył ponadto srebrny medal w sztafecie na mistrzostwach Europy w Langdorf w 2006 roku.
W 2010 roku wystartował na igrzyskach olimpijskich w Vancouver, gdzie zajął 29. miejsce w biegu indywidualnym, 19. w sprincie, 30. w biegu pościgowym i 23. w biegu masowym. Na rozgrywanych cztery lata później igrzyskach w Soczi uplasował się na 57. pozycji w sprincie i 43. w biegu pościgowym.

## Osiągnięcia

### Igrzyska olimpijskie
| Rok  | Miejscowość | Konkurencje | Konkurencje | Konkurencje | Konkurencje | Konkurencje | Konkurencje | Konkurencje |
| Rok  | Miejscowość | IN          | SP          | PU          | MS          | RL          | MR          | SR          |
| ---- | ----------- | ----------- | ----------- | ----------- | ----------- | ----------- | ----------- | ----------- |
| 2010 | Vancouver   | 29.         | 19.         | 30.         | 23.         | –           | nd.         | –           |
| 2014 | Soczi       | –           | 57.         | 43.         | –           | –           | –           | –           |

### Mistrzostwa świata
| Rok  | Miejscowość     | Konkurencje | Konkurencje | Konkurencje | Konkurencje | Konkurencje | Konkurencje | Konkurencje |
| Rok  | Miejscowość     | IN          | SP          | PU          | MS          | RL          | MR          | SR          |
| ---- | --------------- | ----------- | ----------- | ----------- | ----------- | ----------- | ----------- | ----------- |
| 2009 | Pjongczang      | 2.          | 22.         | 41.         | 21.         | 3.          | –           | –           |
| 2011 | Chanty-Mansyjsk | –           | 7.          | 16.         | 24.         | 7.          | –           | –           |

### Mistrzostwa świata juniorów
| Rok  | Miejscowość  | Konkurencje | Konkurencje | Konkurencje | Konkurencje | Konkurencje | Konkurencje | Konkurencje |
| Rok  | Miejscowość  | IN          | SP          | PU          | MS          | RL          | MR          | SR          |
| ---- | ------------ | ----------- | ----------- | ----------- | ----------- | ----------- | ----------- | ----------- |
| 2006 | Presque Isle | 12.         | 18.         | 20.         | nd.         | 3.          | nd.         | –           |
| 2007 | Martell      | 6.          | 1.          | 1.          | nd.         | 1.          | nd.         | –           |

### Puchar Świata

#### Miejsca w klasyfikacji generalnej
| Sezon     | Miejsce |
| --------- | ------- |
| 2005/2006 | -       |
| 2006/2007 | 42.     |
| 2007/2008 | 31.     |
| 2008/2009 | 18.     |
| 2009/2010 | 27.     |
| 2010/2011 | 26.     |
| 2011/2012 | -       |
| 2012/2013 | 94.     |
| 2013/2014 | 38.     |
| 2014/2015 | -       |

#### Miejsca na podium w zawodach
| Lp. | Dzień       | Rok  | Miejscowość | Konkurencja                | Lokata | Pudła   | Czas biegu | Strata | Zwycięzca            |
| --- | ----------- | ---- | ----------- | -------------------------- | ------ | ------- | ---------- | ------ | -------------------- |
| 1.  | 25 stycznia | 2009 | Anterselva  | Bieg masowy na 15 km       | 1.     | 37:19,9 | 0+0+0+1    | –      | –                    |
| 2.  | 17 lutego   | 2009 | Pjongczang  | Bieg indywidualny na 20 km | 2.     | 52:42,1 | 1+0+0+0    | 14,1   | Ole Einar Bjørndalen |
| 3.  | 24 stycznia | 2010 | Anterselva  | Sprint na 10 km            | 3.     | 24:42,5 | 0+0        | +15,1  | Arnd Peiffer         |